# Millième de pouce
Un millième de pouce est une unité de longueur dérivée dans les systèmes d'unités utilisant le pouce. Équivalent à 1⁄1000 de pouce, un millième est communément appelé un thou [ˈθaʊ] (au singulier et au pluriel) ou, en Amérique du Nord en particulier, un mil (pluriel : mils).
Ces mots sont des formes abrégées des mots anglais et latins pour mille (en anglais : thousand, en latin : mille). Dans les contextes internationaux d'ingénierie, une confusion peut survenir car mil est un nom d'unité formel en Amérique du Nord, mais mil ou mill est également une forme familière raccourcie de millimètre. Ces unités sont considérablement différentes : un millimètre correspond à environ 39 mils.

## Contextes d'utilisation
Le thou, ou mil, est utilisé le plus souvent en ingénierie et dans l'industrie manufacturière dans les pays n'utilisant pas le système métrique. Par exemple :
- L'épaisseur d'objets tels que le papier, les films, les feuilles, les fils, les revêtements de peinture, les gants en latex, les feuilles de plastique et les fibres
  - Par exemple, la plupart des cartes d'identités en plastique font 30 thou (0,76 mm d'épaisseur).
  - L'épaisseur du papier cartonné aux États-Unis, où les mils sont également appelés points[2].
  - Le tirant (diamètre) d'une corde sur un instrument à cordes[3],[4]
- Les dimensions de fabrication et de tolérance de certains objets, par exemple : 
  - Fabrication de moteurs automobiles anciens, un exemple typique d'utilisation du thou est l'épaisseur du joint de culasse, ou la quantité de matériau à retirer de la culasse pour ajuster le taux de compression des cylindres.
  - Entretien de moteurs automobiles anciens. Parmi les exemples typiques, on peut citer l'écartement des bougies d'allumage.
  - Fabrication de circuits imprimés (PCB)[5],[6]. Toutefois, les dimensions des composants sont désormais généralement indiquées en millimètres, car ils sont vendus dans le monde entier.
  - Spécifications de tolérance sur les vérins hydrauliques.

Il existe également des unités composées telles que les mils par an (mils per year en anglais) utilisées pour exprimer les taux de corrosion.
Une mesure apparentée pour le calcul d'une aire, connue sous le nom de mil circulaire (en), est basée sur un cercle ayant un diamètre d'un mil.

### Dixièmes
Dans le domaine de l'usinage où le thou est utilisé, on considère souvent 0,000 1 pouces (2,54 µm) comme une unité de base, pouvant être appelé « un dixième », ce qui signifie « un dixième de thou » ou « un dix millième ». D'autres termes courants utilisés dans l'usinage avec des unités impériales impliquent l'addition de dixièmes pour obtenir une tolérance ou une mesure spécifique. Par exemple, « cinq dixièmes » est une mesure ou une tolérance de cinq dix-millièmes de pouce, et s'écrit 0,000 5 pouces.
L'usinage « à quelques dixièmes près » est souvent considéré comme très précis et se situe à la limite extrême de la capacité de tolérance dans la plupart des contextes. Une plus grande précision (plages de tolérance inférieures à un dixième) ne s'applique que dans quelques contextes : dans la fabrication ou l'étalonnage de calibres à limites et de cales étalons, elle est généralement exprimée en millionièmes de pouce ou, alternativement, en micromètres ; dans les nanotechnologies, on utilise des nanomètres ou des picomètres.

### Utilisation demiletthou
Aux États-Unis, le terme mil était autrefois le plus courant,, mais comme l'utilisation du système métrique est devenue plus courante, le terme thou a remplacé celui de mil pour éviter la confusion,,. Aujourd'hui, les deux termes sont utilisés, mais dans des contextes spécifiques, l'un est traditionnellement préféré à l'autre.

## Équivalents dans d'autres unités de longueur
1 thou est égal à :
- 0,001 pouces (1 pouce est égal à 1 000 thou) ;
- 0,0254 mm, ou 25,4 μm (1 millimètre est équivalent à environ 39,37 thou).

## Historique
L'introduction du millième de pouce comme unité de base dans l'ingénierie et l'usinage est généralement attribuée à Joseph Whitworth qui écrit en : 
...au lieu que nos ingénieurs et nos machinistes pensent en huitièmes, seizièmes et trente secondes de pouce, il est souhaitable qu'ils pensent et parlent en dixièmes, centièmes et millièmes...
L'idée principale de Whitworth était de préconiser la décimalisation à la place des fractions basées sur des divisions successives par deux ; mais en mentionnant les millièmes, il abordait également l'idée d'une division plus fine que celle qui avait été utilisée auparavant. Jusqu'alors, les ouvriers tels que les mécaniciens de chantier (en), chaudronniers et machinistes des pays anglophones ne mesuraient qu'en fractions traditionnelles d'un pouce, divisées par moitié, généralement jusqu'au 64e (1, 1⁄2, 1⁄4, 1⁄8, 1⁄16, 1⁄32, 1⁄64). Chaque 64e représente environ 16 pouces. L'expression des dimensions inférieures à un 64e de pouce était subjective et entravée par un certain degré d'ineffabilité et d'imprécision. Les dimensions et la géométrie pouvaient être contrôlées avec une grande précision, mais cela se faisait par des méthodes comparatives : comparaison avec des gabarits ou d'autres jauges, toucher le degré de traînée des pieds à coulisse, ou simplement couper de manière répétée, en se fiant à la cohérence de positionnement des gabarits, des montages et des glissières de machine. Ce travail ne pouvait être effectué que de manière artisanale : sur place, au toucher, plutôt qu'à distance en travaillant à partir de dessins et de notes écrites. Bien que les mesures fassent partie de la routine quotidienne, les aspects les plus précis du travail étaient réalisés au toucher ou à l'aide de jauges, et non en mesurant (comme pour déterminer le nombre d'unités). Cela limitait les types de procédés techniques qui pouvaient fonctionner, parce qu'ils limitaient le degré de séparation des tâches au sein de la manufacture.
L'introduction du thou comme unité de base pour les travaux d'usinage a nécessité la diffusion de pieds à coulisse et de micromètres à vis dans tout le commerce, car l'unité est trop petite pour être mesurée avec une répétabilité pratique en utilisant uniquement des règles. Au cours du demi-siècle suivant, ces instruments de mesure, qui étaient auparavant des raretés coûteuses, sont devenus des outils courants et quotidiens pour les machinistes. L'introduction de la métrologie dans l'usinage a permis, par exemple, de concevoir un assemblage sous la forme d'un dessin technique (en), puis de faire fabriquer les pièces interchangeables par différentes entreprises qui n'avaient aucun contact (ni même aucune connaissance) les unes avec les autres, tout en étant sûres que leurs produits présenteraient l'ajustement souhaité.